# Eustaquio de Roma
Eustaquio de Roma, mártir, Llamado Placidus antes de su bautismo. Fue un general romano que combatió a las órdenes del emperador Trajano, convertido al cristianismo, fue martirizado en Roma durante las persecuciones de Adriano (118). Su fiesta se celebra el 20 de septiembre.

## Iconografía y patronazgo
Se le representa con los símbolos de un crucifijo y un ciervo en relación con su conversión, y con un horno, por su muerte, cuando es encerrado con su familia en un toro de bronce, bajo el que se enciende una hoguera.
Es el patrón de los cazadores y se le invoca ante las situaciones difíciles y los problemas familiares.
Le están consagradas la iglesia de Saint-Eustache en París, una iglesia en Versalles, una en Quebec, una en la Alta Saboya y la iglesia de San Eustaquio, en Sanlúcar la Mayor, donde se le atribuye el milagro además de ser el patrón dicha localidad. Asimismo, comparte con San Huberto el peculiar honor de haber inspirado el logotipo del licor de hierbas Jägermeister.

## Galería

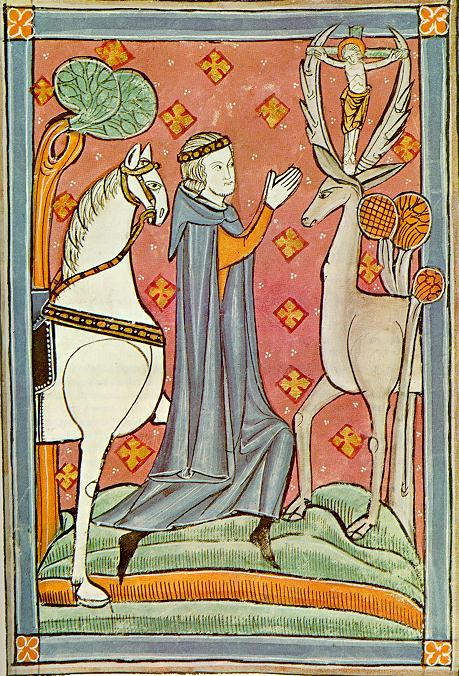
Miniatura en un manuscrito del s. XIII
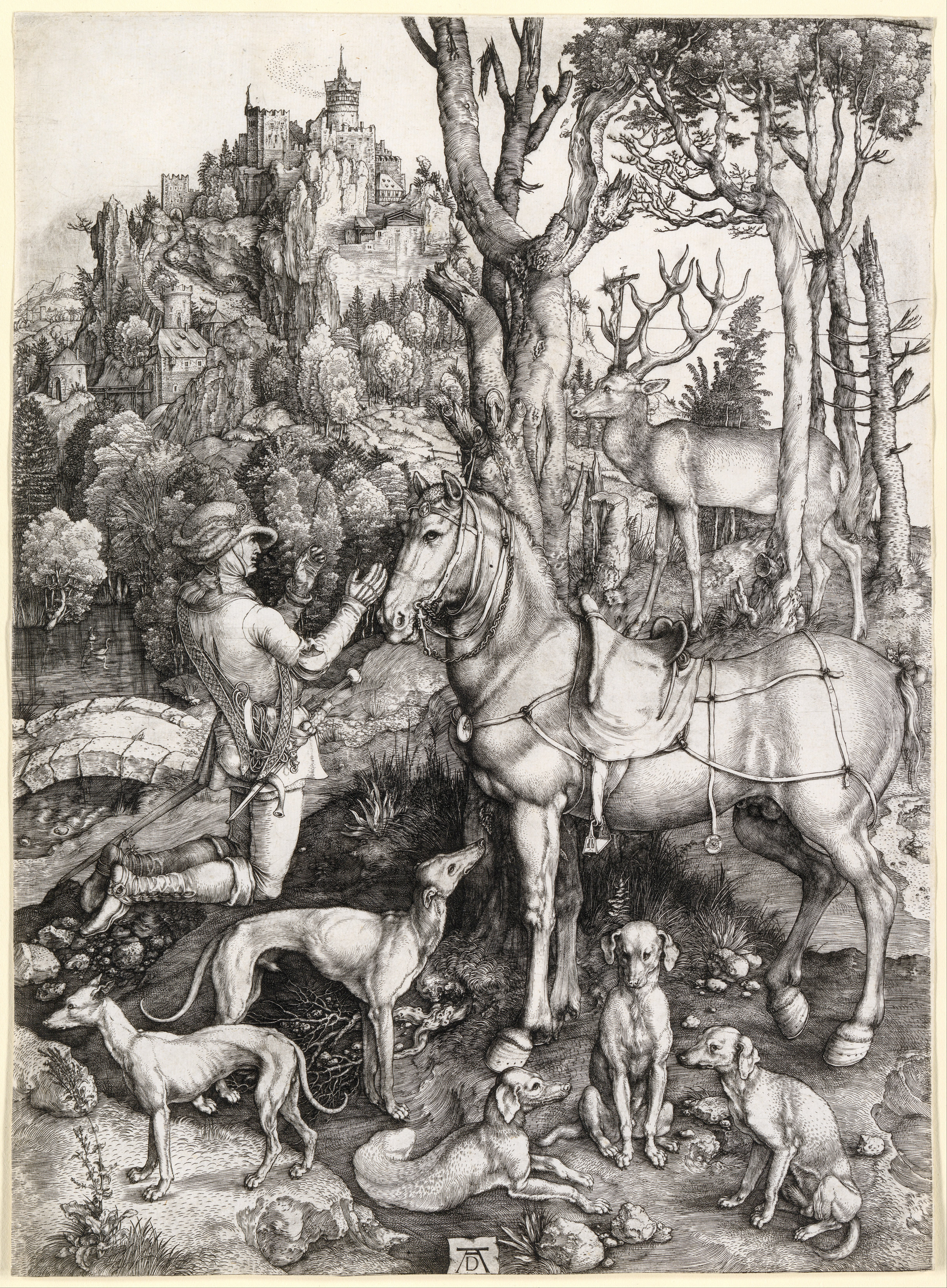
Grabado de Alberto Durero, ca. 1501
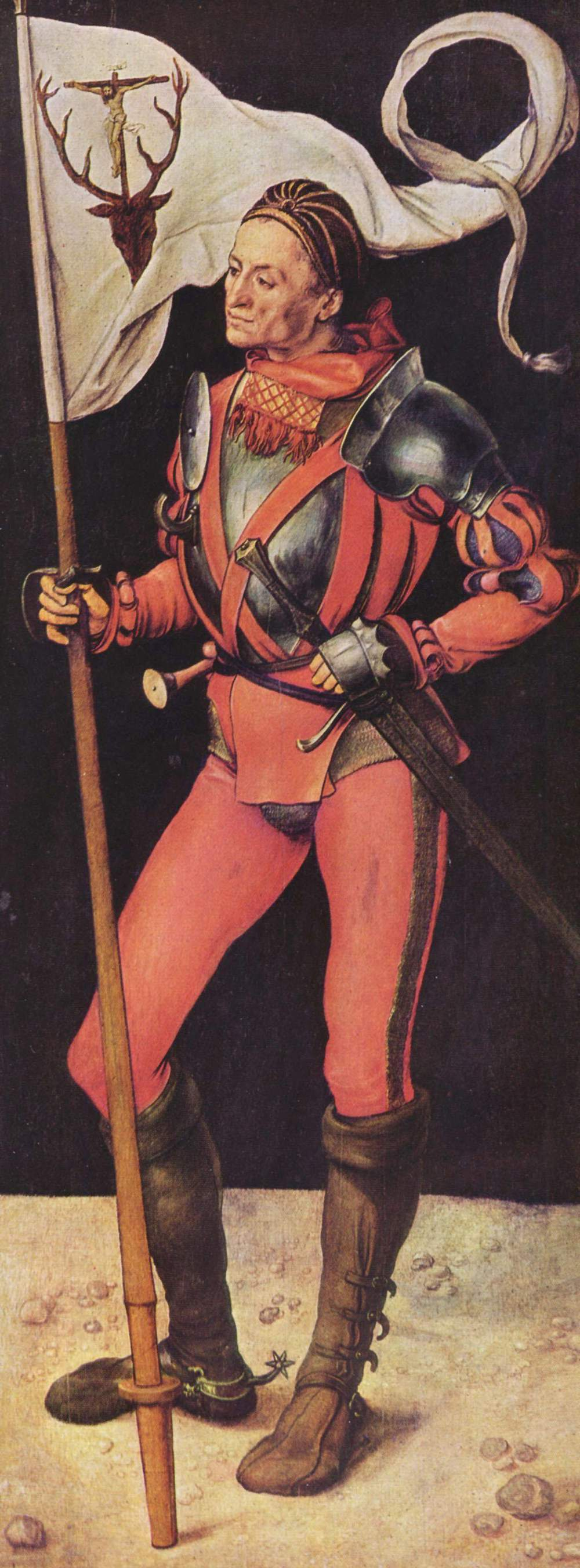
Pintura de Durero, panel lateral del tríptico Paumgartner